# Montopoli in Val d'Arno
Montopoli in Val d'Arno är en ort och kommun i provinsen Pisa i regionen Toscana i Italien. Kommunen hade 11 149 invånare (2018).